# Sergentomyia perturbans
Sergentomyia perturbans är en tvåvingeart som först beskrevs av Meijere 1909.  Sergentomyia perturbans ingår i släktet Sergentomyia och familjen fjärilsmyggor. Inga underarter finns listade i Catalogue of Life.